# Brenner (conseil régional)
Pour les articles homonymes, voir Brenner.
Le conseil régional de Brenner, en hébreu : מועצה אזורית ברנר, est situé dans la plaine côtière de Shéphélah à proximité de Rehovot et Yavné en Israël. Sa population s'élève, en 2016, à 7 451 habitants.

## Liste des communautés
- Beit Elazari (en)
- Bnaya (en)
- Gibton (en)
- Guivat-Brener
- Kidron (en)
- Kvutzat Shiller (en)

## Source de la traduction
- (en) Cet article est partiellement ou en totalité issu de l’article de Wikipédia en anglais intitulé « Brenner Regional Council » (voir la liste des auteurs).